# Facundo Della Motta

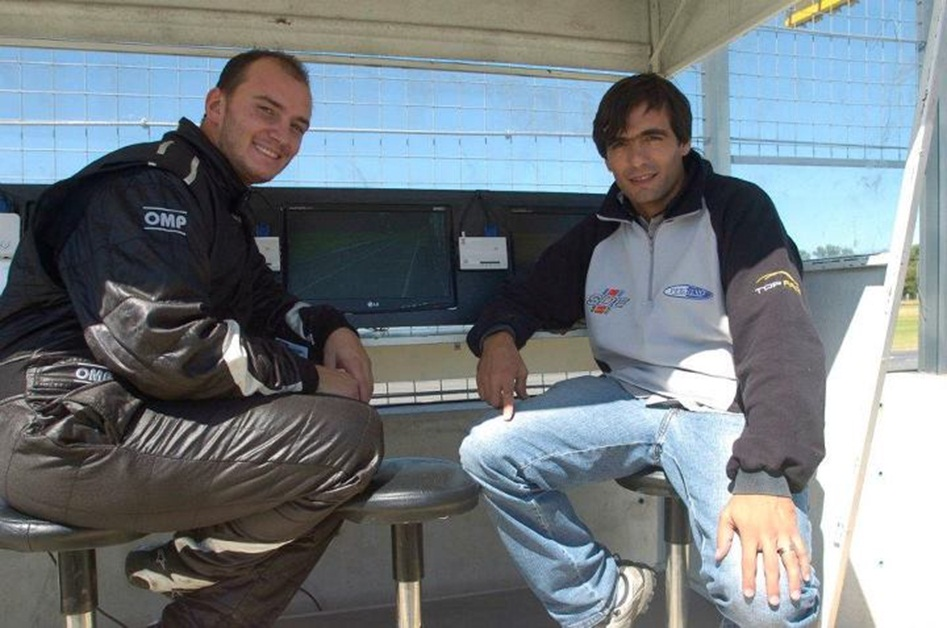
Facundo Della Motta junto a su compañero de equipo, Marcos Vázquez.

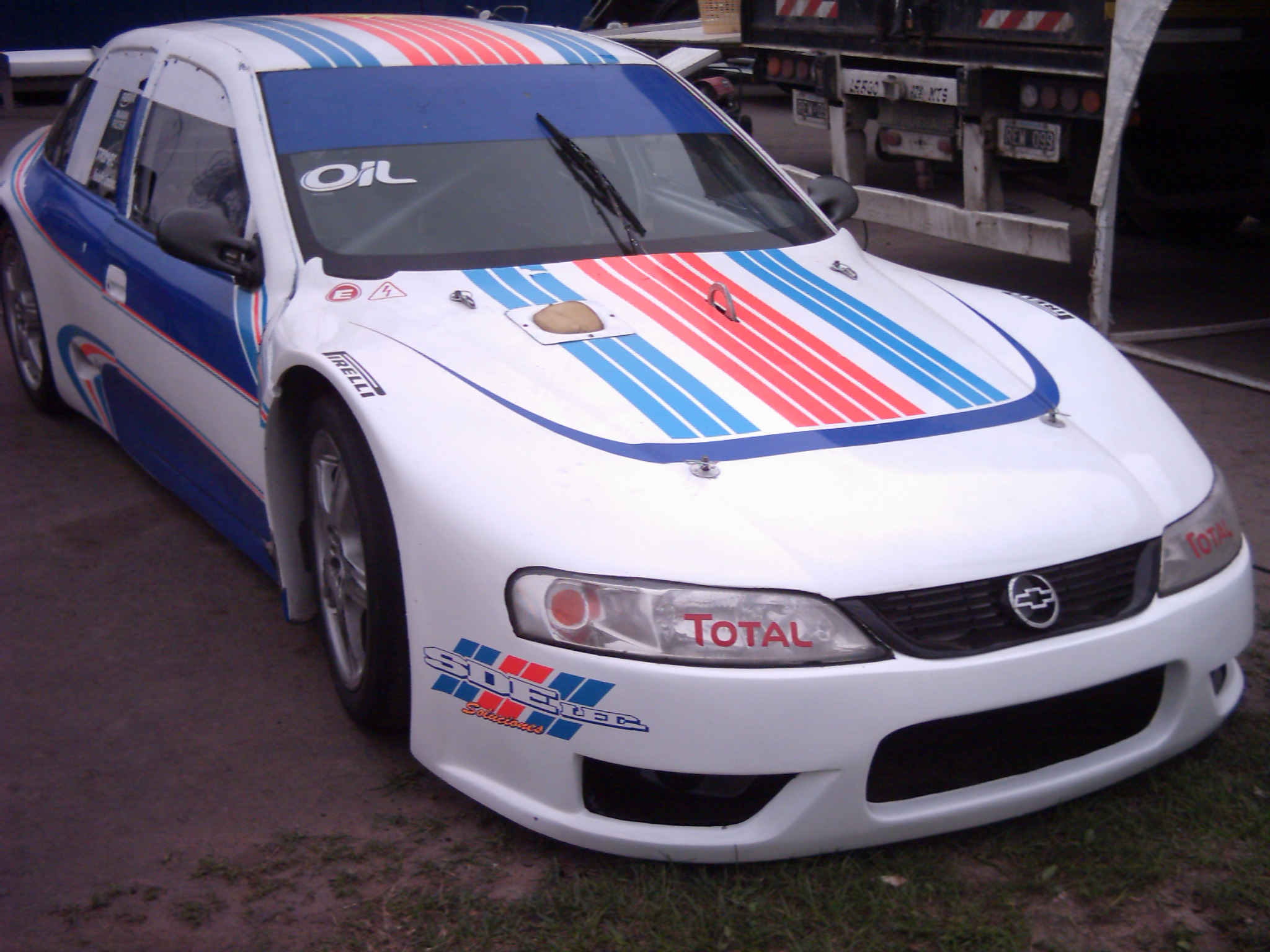
Unidad Chevrolet Vectra II de Top Race Junior, pilotada por Facundo Della Motta en 2011.

Facundo Della Motta (San Juan de la Frontera, provincia homónima, Argentina; 14 de abril de 1986) es un empresario gastronómico y piloto argentino de automovilismo. Desarrolló su carrera íntegramente compitiendo con automóviles de turismo, participando en categorías como la Copa Mégane, Top Race (divisionales Júnior y Series), Turismo Nacional y TC 2000. Compitió también en la divisional Súper TC 2000, donde fue convocado como representante oficial de la marca Renault en 2015. En el plano internacional, fue partícipe también de las categorías Renault Clio Cup y Eurocopa SEAT León.
Fue campeón a nivel nacional en 2008 de la Copa Mégane, y de los campeonatos de Top Race Junior en 2012, TC 2000 en 2014 y TC Mouras en 2017.
A la par de su carrera deportiva, también se dedica a su profesión empresarial vinculada con el rubro gastronómico, siendo titular de su propia firma productora de champaña, afincada en su provincia de San Juan natal.

## Biografía
Sus inicios estuvieron ligados dentro de la categoría promocional Copa Mégane, creada por Renault Argentina en la que debutó en el año 2007 y se terminó consagrando campeón en 2008. En este mismo año, se concretó su debut dentro de la divisional Top Race Junior, desarrollando una sola competencia al comando de un Ford Mondeo II, atendido por el mismo equipo que lo llevó al título de la Copa Mégane, a las órdenes de Claudio Pfening. A pesar de este inicio exitoso a nivel nacional, en 2009 retornó a su provincia para competir en el Zonal Cuyano, donde participó al comando de un Ford Escort.
En el año 2010, a la par de sus incursiones en el Zonal Cuyano, retomó su carrera a nivel nacional debutando en la Clase 3 del Turismo Nacional, donde desarrolló casi la totalidad del torneo al comando de un Chevrolet Astra del equipo de Luis Belloso. Tras esta incursión, en 2011 retornó al Top Race Junior donde volvió a compartir equipo con Marcos Vázquez y Claudio Pfening, debutando al comando de un Chevrolet Vectra II en la tercera fecha del torneo. Sin embargo, tras 5 fechas con resultados irregulares, resolvió abandonar el equipo y retirarse del torneo. Su salida se dio de forma sorpresiva, ya que al momento de su alejamiento del Top Race Junior estaba prevista su sexta participación en esta temporada, sin embargo terminó recalando en la Clase 2 del Turismo Nacional, donde debutó al comando de un Volkswagen Gol atendido por el equipo de Leandro Vallasciani. En esta divisional debutó y compitió entre las fechas 7 y 10, cerrando en la fecha 11 nuevamente al comando de un Chevrolet Astra de Belloso en la Clase 3 y poniendo de esa manera punto final a una temporada marcada por los continuos cambios de categorías.
El año 2012 volvió a mostrar a Facundo Della Motta reinstalado en el plano nacional, anunciando su retorno a la Top Race Junior para participar al comando de un Ford Mondeo II y devolviendo su confianza al equipo SDE Competición de Marcos Vázquez. En su retorno a esta divisional, el piloto sanjuanino desarrolló una actuación sobresaliente, conquistando cuatro victorias y subiendo otras cuatro veces más al podio, lo que le terminó dando su segundo título en el automovilismo a nivel nacional. Este lauro le terminó haciendo acreedor además de un ascenso a la divisional Top Race Series para la temporada 2013. Por otra parte, en el mismo año 2012 fue propiciado su debut en la categoría TC 2000, donde se presentó compitiendo en el Autódromo Eduardo Copello de su San Juan natal, al comando de un Renault Fluence de la Escudería Río de la Plata, con el cual obtuvo la victoria en esa misma fecha debut. Sin embargo, su participación no pasó de esa fecha.
En el año 2013, tras haberse proclamado campeón del Top Race Junior, debutó en la divisional Series al comando de un Ford Mondeo III del SDE Competición. Sin embargo, a pesar de tener asegurada su participación en esta categoría, volvió a dejar de lado esta alternativa para dar paso a su carrera a nivel internacional, anunciando su desembarco en la Renault Clio Cup. En esta categoría compitió a lo largo de toda la temporada 2013 y gran parte de 2014.
Tras su paso por Europa, en 2014 volvió a competir en su país, retornando al TC 2000 en la que ya había competido en 2012. En esta oportunidad, fue convocado por el equipo Sportteam, siéndole confiada la conducción de un Honda Civic IX. Con esta unidad, Della Motta desarrolló una temporada atípica en la cual la regularidad no fue su punto fuerte. Aun así, terminó arribando a la última fecha del campeonato dependiendo de resultados externos para poder conquistar el título, algo que finalmente se terminó concretando, luego de los abandonos de sus principales contendientes a la corona. De esta manera y casi sin esperarlo, se terminó consagrando Campeón Argentino de TC 2000 y sumó su tercer título a su palmarés personal.
A la par de su carrera en el TC 2000, continuó participando en la Renault Clio Eurocup que en esa temporada presentó un calendario acotado de ocho competencias finales, de las cuales alcanzó el podio en la tercera fecha, corrida en el reconocido circuito alemán de Nürburgring. Este resultado le permitió a Della Motta cerrar el torneo en la 6.ª colocación.
La obtención del campeonato 2014 del TC 2000 lo terminó haciendo acreedor del ascenso a la divisional Súper TC 2000, donde volvió a cruzar su camino con el Sportteam, ya que este equipo fue contratado por Renault Sport junto con el Ambrogio Racing Argentina, para que ambas escuadras se hagan con la representación oficial de Renault en la categoría. De esta manera, Della Motta debutó en esta categoría compitiendo al comando de un Renault Fluence. Sin embargo, la falta de presupuesto sumada a la falta de resultados convincentes, terminaron dejando a Della Motta fuera de la categoría a dos fechas de finalizar el campeonato, siendo reemplazado en su butaca por Ricardo Risatti III. A la par de su incursión en el Súper TC 2000, fue invitado en dos oportunidades a competir en la divisional zonal Top Race NOA, donde al comando de un prototipo identificado con los rasgos de diseño del modelo BMW Serie 4, alcanzó un triunfo en una de esas dos competencias.
Para el año 2016, volvió a relanzar su carrera en el exterior, anunciando su ingreso a la categoría Eurocopa SEAT León, compitiendo en esta categoría de manera casi exclusiva, al comando de una unidad atendida por el equipo Baporo Motorsport. En esta categoría mostró un desempeño aceptable, cerrando algunas de las 14 competencias que disputó dentro de los 10 primeros, lo que le terminó permitiendo cerrar el año en la 8.ª colocación, a varios puntos de distancia de su compañero de equipo y final campeón, el neerlandés Niels Langeveld.

## Resumen de carrera
| Temporada | Categoría                     | Equipo                    | Carreras | Victorias | Poles | VR  | Podios | Puntos | Pos. |
| --------- | ----------------------------- | ------------------------- | -------- | --------- | ----- | --- | ------ | ------ | ---- |
| 2007      | Copa Mégane                   | Pfening Competición       | 13       | 2         | 1     | 0   | 3      | 104    | 4.º  |
| 2008      | Top Race Junior               | Pfening Competición       | 1        | 0         | 0     | 0   | 0      | -      | NC   |
| 2008      | Copa Mégane                   | Pfening Competición       | 12       | 4         | 0     | 1   | 6      | 147    | 1.º  |
| 2009      | Zonal Cuyano Clase 2          | s/d                       | s/d      | s/d       | s/d   | s/d | s/d    | s/d    | s/d  |
| 2010      | Zonal Cuyano Clase 2          | s/d                       | s/d      | s/d       | s/d   | s/d | s/d    | s/d    | 1.º  |
| 2010      | Turismo Nacional Clase 3      | Belloso Competición       | 10       | 0         | 0     | 0   | 0      | 69     | 18.º |
| 2011      | Top Race Series               | SDE Pfening Competición   | 5        | 0         | 0     | 1   | 0      | -      | NC   |
| 2011      | Turismo Nacional Clase 3      | Belloso Competición       | 1        | 0         | 0     | 0   | 0      | -      | NC   |
| 2011      | Turismo Nacional Clase 2      | s/d                       | 4        | 0         | 0     | 0   | 0      | 16     | 39.º |
| 2012      | TC 2000                       | Escudería Río de la Plata | 1        | 1         | 0     | 0   | 1      | 26     | 15.º |
| 2012      | Top Race Junior               | SDE Competición           | 12       | 3         | 1     | 4   | 7      | -      | 1.º  |
| 2013      | Top Race Series               | SDE Competición           | 1        | 0         | 0     | 0   | 0      | 13     | 21.º |
| 2013      | Renault Clio Cup              | Team NMC                  | 12       | 0         | 0     | 0   | 0      | 76     | 6.º  |
| 2014      | TC 2000                       | Sportteam Competición     | 12       | 1         | 0     | 1   | 1      | 177    | 1.º  |
| 2014      | Renault Clio Cup              | Pujolaracing              | 8        | 0         | 0     | 1   | 1      | 36     | 6.º  |
| 2015      | Súper TC 2000                 | Renault Sport             | 11       | 0         | 0     | 0   | 0      | 35     | 20.º |
| 2015      | Top Race NOA                  | SDE Competición           | 2        | 1         | 0     | 1   | 1      | -      | -    |
| 2016      | TC 2000                       | PSG-16 Team               | 1        | 0         | 0     | 0   | 0      | -      | -    |
| 2016      | Seat León Eurocup             | Baporo Motorsport         | 14       | 0         | 0     | 0   | 0      | 57     | 9.º  |
| 2017      | TC Mouras                     | Dole Racing               | 15       | 3         | 4     | 2   | 6      | 720,5  | 1.º  |
| 2018      | TC Mouras - Pilotos Invitados | Dole Racing               | 2        | 0         | 1     | 0   | 1      | 32,5   | 17.º |
| 2018      | TC Pista                      | Las Toscas Racing         | 14       | 1         | 0     | 0   | 2      | 348    | 14.º |
| 2018      | Turismo Carretera             | Laboritto Jrs. Racing     | 1        | 0         | 0     | 0   | 0      | -      | -    |
| 2019      | Turismo Carretera             | Las Toscas Racing         | 13       | 0         | 1     | 0   | 0      | 147    | 30.º |
| 2020      | Turismo Carretera             | Sportteam                 | 6        | 0         | 0     | 0   | 0      | 60,5   | 29.º |
| Fuente:   |                               |                           |          |           |       |     |        |        |      |

## Resultados

### Top Race
| Temporada | Categoría       | Vehículo            | Equipo          | Posición final   |
| --------- | --------------- | ------------------- | --------------- | ---------------- |
| 2008      | Top Race Junior | Ford Mondeo II      | JE Motorsport   | 50 (0 puntos)    |
| 2011      | Top Race Series | Chevrolet Vectra II | SDE Competición | 45 (0 puntos)    |
| 2012      | Top Race Junior | Ford Mondeo II      | SDE Competición | 1.º (219 puntos) |
| 2013      | Top Race Series | Ford Mondeo III     | SDE Competición | 21 (13 puntos)   |
| 2015      | Top Race NOA    | BMW NOA             | SDE Competición | 38.º (0 puntos)  |

### SEAT León Eurocup
| Año               | Año           | Fechas | Fechas | Fechas | Fechas | Fechas | Fechas | Fechas | Fechas | Fechas | Fechas | Fechas | Fechas | Fechas | Fechas | Posición final     |
| Equipo            | Automóvil     | Fechas | Fechas | Fechas | Fechas | Fechas | Fechas | Fechas | Fechas | Fechas | Fechas | Fechas | Fechas | Fechas | Fechas | Posición final     |
| ----------------- | ------------- | ------ | ------ | ------ | ------ | ------ | ------ | ------ | ------ | ------ | ------ | ------ | ------ | ------ | ------ | ------------------ |
| 2016              | 2016          | 01     | 02     | 03     | 04     | 05     | 06     | 07     | 08     | 09     | 10     | 11     | 12     | 13     | 14     | 8.º (63.00 puntos) |
| Baporo Motorsport | Seat León Cup | 6.º    | 4.º    | 8.º    | 8.º    | 11     | 11     | 7.º    | 8.º    | 9.º    | 10     | 6.º    | 8.º    | 8.º    | 12     | 8.º (63.00 puntos) |

### TC Mouras
| Año               | Año             | Fechas | Fechas | Fechas | Fechas | Fechas | Fechas | Fechas | Fechas | Fechas | Fechas | Fechas | Fechas | Fechas | Fechas | Fechas | Posición final      |
| Equipo            | Automóvil       | Fechas | Fechas | Fechas | Fechas | Fechas | Fechas | Fechas | Fechas | Fechas | Fechas | Fechas | Fechas | Fechas | Fechas | Fechas | Posición final      |
| ----------------- | --------------- | ------ | ------ | ------ | ------ | ------ | ------ | ------ | ------ | ------ | ------ | ------ | ------ | ------ | ------ | ------ | ------------------- |
| 2017              | 2017            | 01     | 02     | 03     | 04     | 05     | 06     | 07     | 08     | 09     | 10     | 11     | 12     | 13     | 14     | 15     | 1.º (720.50 puntos) |
| Coiro Dole Racing | Chevrolet Chevy | 3.º    | 1.º    | 12     | 14     | 9.º    | Ex.    | 24     | 15     | 1.º    | 20     | 27     | 3.º    | 15     | 3.º    | 1.º    | 1.º (720.50 puntos) |

### TC 2000
| Año  | Equipo                    | Auto            | 1    | 2   | 3     | 4     | 5    | 6     | 7   | 8   | 9     | 10     | 11    | 12  | 13    | 14    | 15     | 16     | 17  | 18  | 19  | 20 | 21 | 22  | 23  | Res. | Puntos |
| ---- | ------------------------- | --------------- | ---- | --- | ----- | ----- | ---- | ----- | --- | --- | ----- | ------ | ----- | --- | ----- | ----- | ------ | ------ | --- | --- | --- | -- | -- | --- | --- | ---- | ------ |
| 2012 |                           |                 | ROS  | SJU | GR    | OBE   | RAF  | SMM   | RC  | SFE | SAL   | PDF    |       |     |       |       |        |        |     |     |     |    |    |     |     | 15.º | 26     |
| 2012 | Escudería Río de la Plata | Renault Fluence |      | 1   |       |       |      |       |     |     |       |        |       |     |       |       |        |        |     |     |     |    |    |     |     | 15.º | 26     |
| 2014 |                           |                 | AG I | LP  | JUN   | MER   | BA I | PAR I | RC  | CON | BA II | PAR II | AG II | GR  |       |       |        |        |     |     |     |    |    |     |     | 1.º  | 177    |
| 2014 | Sportteam Competición     | Honda Civic IX  | 13   | 3   | 8     | 4     | 10   | 5     | 1   | 5   | 7     | 7      | 8     | 5   |       |       |        |        |     |     |     |    |    |     |     | 1.º  | 177    |
| 2016 |                           |                 | SMM  | SMM | CON I | CON I | BA I | BA I  | SJO | SJO | LP    | LP     | CDU   | CDU | BA II | BA II | CON II | CON II | RAF | RAF | AG  | RC | RC | PAR | PAR | -    | -      |
| 2016 | PSG-16 Team               | Honda Civic IX  |      |     |       |       |      |       |     |     |       |        |       |     |       |       |        |        |     |     | Ret |    |    |     |     | -    | -      |

### Súper TC 2000
| Año  | Equipo        | Auto            | 1   | 2   | 3   | 4   | 5   | 6    | 7   | 8   | 9   | 10  | 11  | 12 | 13    | Res. | Puntos |
| ---- | ------------- | --------------- | --- | --- | --- | --- | --- | ---- | --- | --- | --- | --- | --- | -- | ----- | ---- | ------ |
| 2015 |               |                 | JUN | ROS | OBE | TRH | RAF | SL I | SFE | SFE | TOA | GR  | SMM | AG | SL II | 20.º | 35     |
| 2015 | Renault Sport | Renault Fluence | 13  | Ret | 10  | 14  | 13  | 13   | 12  | Ret | 8   | Ret | 13  |    |       | 20.º | 35     |

## Palmarés
| Título  | Categoría            | Marca           | Año  |
| ------- | -------------------- | --------------- | ---- |
| Campeón | Copa Mégane          | Renault Megane  | 2008 |
| Campeón | Zonal Cuyano Clase 2 | Ford Escort     | 2010 |
| Campeón | Top Race Junior      | Ford Mondeo II  | 2012 |
| Campeón | TC 2000              | Honda Civic IX  | 2014 |
| Campeón | TC Mouras            | Chevrolet Chevy | 2017 |